# Die kleinen Strolche: Teacher’s Pet
Teacher’s Pet (in Deutschland auch bekannt als Jackie und die neue Lehrerin) ist eine US-amerikanische Kurzfilm-Komödie der Kleinen Strolche unter Regie von Robert F. McGowan aus dem Jahre 1930.

## Handlung
Am ersten Tag des neuen Schuljahres sind die Schüler unglücklich, weil ihre geliebte Lehrerin Miss McGillicuddy geheiratet hat und sie nun eine neue Lehrerin bekommen. Die Schüler kennen nur den Namen der neuen Lehrerin, nämlich „Miss Crabtree“ (Crabtree heißt im Deutschen etwa „Nörgelbaum“) und sie stellen sie sich als bösartige alte Hexe vor. Sie wollen deshalb der neuen Lehrerin einen schlechten Empfang mit Niespulver, roten Ameisen und weißen Mäusen bereiten. Außerdem sollen die jüngeren Geschwister der Schüler in den Unterricht kommen und sagen, dass die Schüler nach Hause müssen, weil sie dort verlangt werden – was natürlich nicht der Wahrheit entspricht, denn anschließend wollen die Schüler angeln gehen. Der Anführer dieser Streiche ist Jackie, welcher auf dem Weg zur Schule von einer hübschen jungen Frau in einem glänzenden Roadster mitgenommen wird. Jackie weiß nicht, dass es sich bei der freundlichen jungen Frau um Miss Crabtree handelt, und so erzählt er die gesamten Pläne, wie sie die verhasste neue Lehrerin in die Flucht schlagen wollen. Miss Crabtree lässt ihn kurz vor der Schule aussteigen und Jackie schwärmt anschließend von ihr und wünscht sich, sie wäre die neue Lehrerin.
Umso schockierter ist er allerdings, als die junge Autofahrerin sich vor der Klasse als Miss Crabtree vorstellt. Da sie von Jackie bereits vorher versehentlich über alle ausgeheckten Pläne informiert wurde, hat sie leichtes Spiel mit den Schülern und kann ihre Tricks vereiteln. Zwei Lieferanten bringen schließlich eine große Menge Eis und Kuchen für die Schüler, ein Willkommensgeschenk von Miss Crabtree. Zur selben Zeit erscheinen die jüngeren Geschwister von Jackie, Farina, Chubby und Buddy und vermelden, dass ihre Geschwister nach Hause müssen, weil sie dort verlangt werden. Miss Crabtree schickt sie nach Hause, obwohl sie weiß, dass die Entschuldigungen gefälscht sind. Die vier Schüler sind frustriert, dass sie kein Eis und Kuchen bekommen werden und alle Schuld wird Jackie zugeschoben. Während Farina, Chubby und Buddy zur Schule zurückgehen und sich bei Miss Crabtree entschuldigen, um etwas Eis zu bekommen, will Jackie nie wieder zur Schule zurückkehren, weil es ihm zu peinlich ist. Da kommt Miss Crabtree zu ihm und gibt ihm seine Portion Eis, woraufhin er sagt, dass sie noch schöner als die vorherige Lehrerin Miss McGillicuddy sei.

## Hintergrund
Der Film wurde vom 21. bis zum 29. Mai 1930 gefilmt und im Oktober 1930 veröffentlicht. Es entstand zudem noch eine spanische Version des Filmes für die spanischsprachigen Länder. Teacher’s Pet war der 101. Film der Kleinen Strolche.
Teacher’s Pet ist der erste von sechs Filmen mit June Marlowe als liebreizende Lehrerin Miss Crabtree. Es war zudem der erste Teil der „Jackie/Miss Crabtree-Trilogie“, zu welcher auch noch die Filme School’s Out (1930) und Love Business (1931) gehören. Jackie Cooper überzeugte insbesondere in diesem Film so sehr, dass er schon im nächsten Jahr in Langfilmen wie Der Champ und Skippy größere Rollen erhielt und als damals jüngste Person für einen Oscar als Bester Hauptdarsteller nominiert wurde. Neben Miss Crabtree – welche bis heute als populärster erwachsener Charakter der Serie gilt – ist auch Matthew Beard zum ersten Mal in der Serie zu sehen. Seine Figur heißt in diesem Film Hercules und ist Farinas kleiner Bruder. Beards Figur Hercules wurde nach zwei Filmen in „Stymie“ umbenannt und wurde für die nächsten fünf Jahre zu einer der wichtigsten Figuren der Serie. Zum letzten Film wurde es dagegen für den 82-jährigen Stummfilm- und Theaterveteran William Courtright, welcher Miss Crabtrees Bestellung aufnimmt und ihr dabei lüsterne Blicke zuwirft. Er zog sich anschließend aus dem Filmgeschäft zurück und verstarb 1933.
Dieser Film war ebenfalls Vorlage für die Handlung von Bored of Education, einen weiteren Film der Kleinen Strolche aus dem Jahre 1936. Regie führte bei Bored of Education Gordon Douglas, welcher hier in Teacher’s Pet einen kurzen Auftritt als Lieferant hat. Weil Bored of Education mit nur zehn Minuten halb so lang wie dieser Film ist, wurde die Handlung allerdings deutlich verflacht: So erzählt ein Schüler der jungen Lehrerin nicht versehentlich ihre Pläne, sondern die Lehrerin belauscht die Schüler. Bored of Education gewann 1937 als einziger Film der Kleinen Strolche einen Oscar für den Besten Kurzfilm.
Ebenfalls zum ersten Mal wurde hier The Good Old Days eingesetzt, die berühmte Titel- und Erkennungsmusik der Kleinen Strolche von Leroy Shield. Der Film gehörte zudem zu einer Reihe von Filmen der Hal Roach Studios, welche nicht mit den sonst üblichen Zwischentiteln mit den Namen der Beteiligten beginnen, sondern mit jungen Zwillingen, Betty Jean and Beverly McCrane, welche die Namen der Beteiligten aufsagen. Dieses Experiment mit den sprechenden Filmcredits wurde allerdings bereits 1931 beendet.

## Kritiken
Teacher’s Pet gilt bei vielen als einer der besten Filme der Kleinen-Strolche-Filmreihe, welche über einen Zeitraum von 22 Jahren über 220 Filme hervorbrachte. Die New York Times nannte den Film einen „unbestreitbaren Klassiker“.